# Lévyvandring
En Lévyvandring är en förflyttning styrd slumpmässigt. Till skillnad från en slumpvandring är den tidskontinuerlig och fördelningen för varje stegs längd har tunga svansar. Täthetsfunktionen för sannolikhetsfördelningen för varje steg ges av:
{\displaystyle P(l)\sim l^{-\mu }} där {\displaystyle {\mu }} ligger mellan 1 och 3.
Lévyvandringen tenderar att användas av rovfiskar då det är dåligt med byte i ett område, medan brownsk rörelse används då det är gott om föda. Studien gjorde på 14 arter (hajar, tonfisk, svart marlin, klumpfisk).